# Stuttgart Open
Die Stuttgart Open sind ein seit 2006 jährlich vom BC Feuersee ausgetragenes Poolbillardturnier. Es findet in vier Spiellokalen in Stuttgart, Leonberg, Ludwigsburg sowie Filderstadt statt und ist eines der größten Billardturniere in Deutschland.

## Geschichte
Die Stuttgart Open wurden 2006 zur Feier des zehnjährigen Bestehens des BC Feuersee erstmals ausgetragen. Dabei spielten 167 Teilnehmer aus mehreren europäischen Ländern in Stuttgart das Turnier in einem Mix aus 8-Ball und 9-Ball. Mit über 6.000 Euro Preisgeld gehörten die Stuttgart Open bereits 2006 zu den höchstdotierten Poolbillardturnieren Deutschlands.
2007 wurden die Stuttgart Open auf Spielstätten in Leonberg und Ludwigsburg ausgeweitet.
2008 nahmen über 200 Spieler an dem Turnier teil, das nun im 9-Ball ausgetragen wurde. Durch einen 9:4-Finalsieg über Oliver Ortmann konnte Christian Reimering seinen Titel aus dem Vorjahr erfolgreich verteidigen.
Seit 2009 werden die Stuttgart Open im 10-Ball ausgetragen. Oliver Ortmann gewann das Turnier im Finale gegen den damals 17-jährigen Dominic Jentsch.
An den Stuttgart Open 2010 nahmen nur etwa 100 Spieler teil, darunter unter anderem die Weltmeister Oliver Ortmann und Thorsten Hohmann. Benjamin Heimmerer gewann das Turnier, das seit 2010 von Pool-Stage im Internet als Livestream, kommentiert von Ralph Eckert, übertragen wird.
2011 nahmen etwa 170 Spieler an den Stuttgart Open teil. Klaus Zobrekis gewann dabei im Finale gegen Dennis Waldecker mit 9:6.
2012 gelang es Christian Reimering bereits zum dritten Mal, die Stuttgart Open zu gewinnen.
2013 kam Filderstadt als vierter Austragungsort der Stuttgart Open hinzu. Von den 168 Teilnehmern spielten Sebastian Staab und Fitim Haradinaj im Finale um den Titel. Der amtierende Deutsche 10-Ball-Meister Staab setzte sich mit 9:3 durch und gewann damit erstmals die Stuttgart Open. Durch einen 7:4-Sieg im Finale gegen Marco Dorenburg gewann Christian Reimering 2014 zum vierten Mal die Stuttgart Open. In den beiden folgenden Jahren gewann Sebastian Ludwig das Turnier.

## Die Turniere im Überblick
| Jahr | Sieger              | Ergebnis | Finalist         | Halbfinalisten 1    | Disziplin       |
| ---- | ------------------- | -------- | ---------------- | ------------------- | --------------- |
| 2006 | Florian Hammer      | 1:0      | Evangelos Vettas | Andreas Roschkowsky | 8-Ball & 9-Ball |
| 2006 | Florian Hammer      | 1:0      | Evangelos Vettas | Christian Reimering | 8-Ball & 9-Ball |
| 2007 | Christian Reimering | 9:8      | Mehmet Cankurt   | Roman Hybler        | 8-Ball & 9-Ball |
| 2007 | Christian Reimering | 9:8      | Mehmet Cankurt   | Klaus Zobrekis      | 8-Ball & 9-Ball |
| 2008 | Christian Reimering | 9:4      | Oliver Ortmann   | Alexander Scholz    | 9-Ball          |
| 2008 | Christian Reimering | 9:4      | Oliver Ortmann   | Sebastian Bibrach   | 9-Ball          |
| 2009 | Oliver Ortmann      | 9:5      | Dominic Jentsch  | Manuel Ederer       | 10-Ball         |
| 2009 | Oliver Ortmann      | 9:5      | Dominic Jentsch  | Benjamin Heimmerer  | 10-Ball         |
| 2010 | Benjamin Heimmerer  | 10:6     | Dominic Jentsch  | Christian Maxeiner  | 10-Ball         |
| 2010 | Benjamin Heimmerer  | 10:6     | Dominic Jentsch  | Christian Reimering | 10-Ball         |
| 2011 | Klaus Zobrekis      | 9:6      | Dennis Waldecker | Antonio Benvenuto   | 10-Ball         |
| 2011 | Klaus Zobrekis      | 9:6      | Dennis Waldecker | Christian Reimering | 10-Ball         |
| 2012 | Christian Reimering | 9:4      | Jakob Belka      | Alexander Scholz    | 10-Ball         |
| 2012 | Christian Reimering | 9:4      | Jakob Belka      | Marlin Köhler       | 10-Ball         |
| 2013 | Sebastian Staab     | 9:3      | Fitim Haradinaj  | Thorsten Endres     | 10-Ball         |
| 2013 | Sebastian Staab     | 9:3      | Fitim Haradinaj  | Mario He            | 10-Ball         |
| 2014 | Christian Reimering | 7:4      | Marco Dorenburg  | Nicolas Ottermann   | 10-Ball         |
| 2014 | Christian Reimering | 7:4      | Marco Dorenburg  | Mario He            | 10-Ball         |
| 2015 | Sebastian Ludwig    | 7:5      | Sebastian Staab  | Klaus Zobrekis      | 10-Ball         |
| 2015 | Sebastian Ludwig    | 7:5      | Sebastian Staab  | Kevin Schiller      | 10-Ball         |
| 2016 | Sebastian Ludwig    | 7:5      | Evangelos Vettas | Juri Pisklov        | 10-Ball         |
| 2016 | Sebastian Ludwig    | 7:5      | Evangelos Vettas | Klaudio Kerec       | 10-Ball         |
| 2017 | Roman Hybler        | 7:3      | Kevin Schiller   | Sebastian Ludwig    | 10-Ball         |
| 2017 | Roman Hybler        | 7:3      | Kevin Schiller   | Aygün Karabiyik     | 10-Ball         |